# 長野県飯田長姫高等学校
長野県飯田長姫高等学校（ながのけんいいだおさひめ こうとうがっこう）は、かつて長野県飯田市にあった県立高等学校。
2012年度（平成24年度）末（=2013年3月）をもって長野県飯田工業高等学校と統合され、長野県飯田OIDE長姫高等学校となった。飯田長姫高校校地は飯田OIDE長姫高校が承継している。

## 概説
1921年（大正10年）創設。商業科・建築科・土木科・定時制がある。校名は開校時の校舎が飯田城（別名: 長姫城）跡地にあったことに由来する。後に、鼎町（飯田市鼎）に移転。
文化祭は、「長姫祭」と称し、校名に由来する。硬式野球部は、1954（昭和29）年に、身長157cmと小柄で「小さな大投手」と称された光沢毅を擁して、第26回選抜高校野球大会で全国優勝を遂げた。
旧校舎は、1978年に公開された藤田敏八監督作品の『帰らざる日々』の舞台となった。

## 沿革
- 1921年5月 - 飯田町立長野県飯田職業学校として開校。
- 1922年4月 - 飯田町立飯田商業学校と改称、。女子部を廃止。
- 1937年4月 - 市制施行に伴い飯田市立飯田商業学校と改称。
- 1939年4月 - 長野県に移管し、長野県飯田商業学校と改称。
- 1944年4月 - 土木科、建築科を併設し、長野県飯田商工学校に改称。
- 1948年4月1日 - 学制改革により、長野県実業高等学校となる。商業科、土木科、建築科、定時制商業科を設置。
- 1949年5月 - 長野県飯田長姫高等学校と改称。定時制普通科を設置。
- 1950年4月 - 上郷分校（定時制普通科）を設置。
- 1954年4月 - 第26回選抜高等学校野球大会で飯田市内の高等学校で唯一の優勝を果たす。（決勝：飯田長姫1-0小倉）
- 1956年3月 - 上郷分校を廃止。
- 1982年8月 - 鼎町（現飯田市鼎）に移転。
- 1982年8月19日 - 新校舎での開校式。
- 1982年8月27日 - 旧校舎のとりこわしが始まる。
- 1985年10月 - 校舎全面改築完成・諸施設竣工記念式典挙行
- 1997年4月 - 下伊那農業高校と学校間連携実施。
- 2001年4月 - 定時制商業科の募集停止。
- 2001年10月3日 - 創立80周年記念式典。
- 2006年9月 - 統合新高校の名前を募集。
- 2007年2月 - 長野県飯田工業高等学校との統合案を県議会が決定。
- 2010年11月 - 飯田新校校名等検討委員会が校名の協議を行うが決まらず。
- 2011年4月 - 飯田新校一期生入学。
- 2013年3月2日 - 飯田長姫高校の閉校式を実施。

## 教育方針
1. 真理と正義を愛し、自主的精神に富み、強固な意志と質実剛健の気風を育成する。
2. 礼儀を重んじ、勤労を尊び、責任感旺盛な人間の育成に努力する。
3. 科学的、創造的な態度を育成し、豊かな情操を涵養する。

## 設置学科
- 全日制
  - 商業科4クラス
  - 土木科1クラス
  - 建築科1クラス（工業系は昭和55年より各1クラス）

- 定時制
  - 普通科2クラス

## 部活動

### 全日制
運動部
- 男子バレーボール部
- 女子バレーボール部
- 野球部
- 男子バスケットボール部
- 女子バスケットボール部
- ソフトテニス部
- 卓球部
- ラグビー部
- サッカー部
- ソフトボール部
- 弓道部
- バドミントン部
- 空手部
- テニス部
- 水泳部

学芸部
- 美術部
- 吹奏楽部
- 軽音楽部
- 建築研究部
- 土木研究部
- 商業研究部

### 定時制
- バレーボール部
- バスケットボール部
- ソフトテニス部(男子・女子)
- 卓球部
- 男子バドミントン部
- 女子バドミントン部

## 交通
- JR飯田線：鼎駅より徒歩10分

## 出身者
- 藤本四八（写真家）
- 松下宗之（元朝日新聞社社長）- 定時制
- 光沢毅（社会人野球選手・監督、野球解説者）
- 中岡京平（脚本家、日本アカデミー賞最優秀脚本賞）
- 横田尚武（篤農家）
- 橘家圓十郎（落語家）- 定時制